# تپه گادول
تپه گادول مربوط به عصر مس است و در شهرستان دره‌شهر، بخش بدره، دهستان هندمینی، ۲ کیلومتری روستای زرانگوش واقع شده و این اثر در تاریخ ۳۰ بهمن ۱۳۸۶ با شمارهٔ ثبت ۲۱۰۳۹ به‌عنوان یکی از آثار ملی ایران به ثبت رسیده است.